# والتر بورا
والتر بورا یک موتور شعاعی ۹ سیلندر هوا خنک ساخت چکسلواکی بود که برای تأمین قدرت هواپیماهای سبک که در دهه ۱۹۳۰ توسط موتورهای هواگرد والتر ساخته می‌شد، تولید شد.

## انواع
بورا II
موتور با انتقال قدرت مستقیم
بورا II-آر
موتور دنده‌ای، نسبت کاهش ۰٫۶۶۶:۱

## استفاده شده در
- ائرو ای.۲۰۰
- ناردی اف‌ان.۳۰۵
- RWD-9
- SIAI-Marchetti SM.101

## مشخصات (بورا II-آر)
اطلاعات از فلایت

### خصوصیات عمومی
- نوع: موتور شعاعی ۹ سیلندر
- قطر سیلندر: 105 mm (4.1 in)
- کورس پیستون: 120 mm (4.7 in)
- وزن خالص: ۱۷۲ کیلوگرم (۳۷۹ پوند)

### اجزاء
- مجموعه سوپاپ: یک سوپاپ ورودی و یک سوپاپ خروجی در هر سیلندر
- سامانهٔ سوخت‌رسانی: کاربراتور
- نوع سوخت: بنزین
- سامانهٔ خنک‌کاری: هواخنک

### عملکرد
- توان خروجی: ۱۸۳ کیووات (۲۴۵ اسب بخار) در ۲٬۴۰۰ rpm
- نسبت تراکم: ۶٫۳:۱
- نسبت قدرت به وزن: ۱ کیلووات/کیلوگرم (۰٫۶۵ اسب بخار/پوند)

## همچنین ببینید
موتورهای قابل مقایسه
- Salmson AD.9
- Wolseley Aries

فهرست‌های مرتبط
- List of aircraft engines

### یادداشت
1. ↑  Gunston 1989, p. 174.
2. ↑  Flight - Walter engines - November 1936 Retrieved: 19 October 2010

### کتابشناسی - فهرست کتب
- Gunston, Bill. World Encyclopedia of Aero Engines. Cambridge, England. Patrick Stephens Limited, 1989. شابک ‎۱−۸۵۲۶۰−۱۶۳−۹